# Pierre Médevielle

Le sénateur de Haute-Garonne Pierre Médevielle

Pierre Médevielle, né le 17 avril 1960 à Saint-Laurent-de-Neste (Hautes-Pyrénées), est un homme politique français. Il est élu sénateur de la Haute-Garonne le 28 septembre 2014.

## Biographie
Ancien conseiller général de la Haute-Garonne, Pierre Médevielle est maire de la commune de Boulogne-sur-Gesse depuis 1995 (Adjoint au maire de 1989 à 1995).
Il est réélu maire au premier tour, avec 62.94 % % des voix aux élections de 2008, et avec 70,1% des suffrages en 2014.
Il est élu sénateur de la Haute-Garonne le 28 septembre 2014 aux côtés d'Alain Chatillon et de Brigitte Micouleau sur la liste « Ensemble pour la Haute-Garonne ».
Il soutient Alain Juppé pour la primaire présidentielle des Républicains de 2016. Pierre Médevielle est, depuis novembre 2022, délégué départemental de la Haute-Garonne pour le parti Horizons d'Edouard Philippe.